# Герб Краснокаменского района
Герб муниципального образования  Краснокаменского района Забайкальского края Российской Федерации.
Герб утверждён Решением № 45 Думы города Краснокаменска и Краснокаменского района 15 июня 2000 года.
Герб подлежит внесению в Государственный геральдический регистр Российской Федерации.

## Описание герба и его символики
— Краснокаменск — слово обозначает название города, районного центра.
— Зелёный цвет — символизирует расположение района на государственной границе, плодородную приаргунскую степь.
— Жёлтый цвет — символизирует основное направление деятельности сельского хозяйства района — производство зерна.
— Солнце — символизирует солнечное Забайкалье и плодородие.
— Голубой цвет — символизирует прозрачное, ясное небо и реку Аргунь.
— Красный цвет — символизирует деятельность градообразующего предприятия ОАО ППГХО — добычу урановой руды.
— 1968 год — год образования г. Краснокаменска.

— Знак атома — символизирует принадлежность градообразующего предприятия к атомной промышленности. 

## История герба
Герб является общим для города Краснокаменск и Краснокаменского района.
Автор герба — дизайнер В. М. Трухина.
По правилам геральдики недопустимо включение в композицию герба надписей, названий, литер, цифр, поскольку герб сам является «изобразительным именем», вероятно, по этой причине герб Краснокаменска и Краснокаменского района до сих пор не внесён в Государственный геральдический регистр Российской Федерации.